# 国家奥林匹克体育中心体育场
39°59′01″N 116°23′57″E / 39.98357°N 116.399256°E

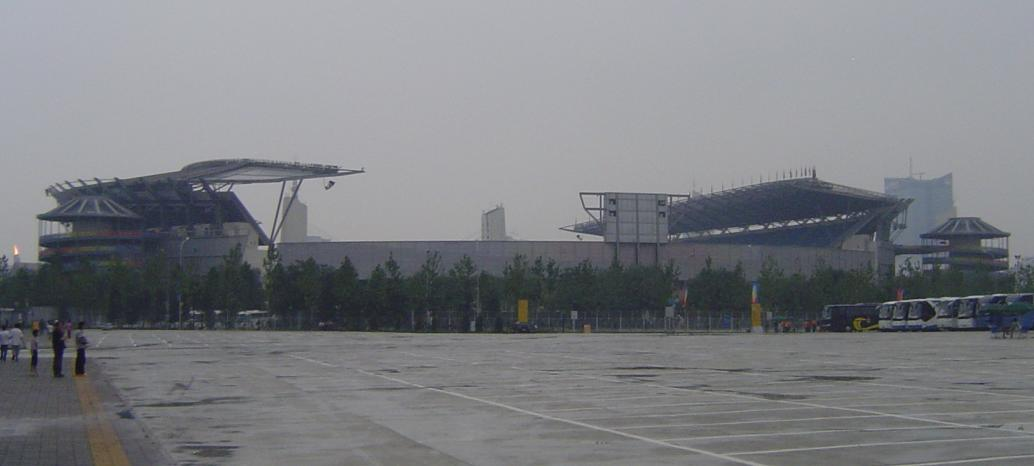
国家奥林匹克体育中心体育场

奧體中心體育場是其中一個為2008年北京奧運而修缮的比賽場館。在奧運期間，會進行現代五項的跑步及馬術部份之用。
體育場位於國家奧林匹克體育中心內，體育場早於1989年時為翌年舉行的亞運會而興建，場館面積達20000平方米，可容納18000萬觀衆，於2001年的世界大學生運動會，此地也進行過田徑專項。2008年北京奧運會前進行擴建，建築面積37000余平方米，觀眾席36228個。

## 主场
该场地作为2019年中国足球甲级联赛北京北体大足球俱乐部的主场。